# زولوتونوشکا
زولوتونوشکا (انگلیسی: Zolotonoshka) یک شهرک در شهرستان استرلیتاماکسکی استان باشقیرستان کشور روسیه است.